# Francesco Friedrich
Francesco Friedrich (Pirna, 2 mei 1990) is een Duits bobsleepiloot. 
Friedrich won in 2018 bij de Olympische Winterspelen van Pyeongchang zowel in de tweemansbob als in de viermansbob de gouden medaille. In de tweemansbob moest Friedrich de medaille delen met de Canadezen Justin Kripps & Alexander Kopacz. Friedrich is achtvoudig regerend wereldkampioen in de tweemansbob en zesvoudig regerend wereldkampioen in de viermansbob.

## Resultaten

### Olympische Winterspelen
| Jaar | Plaats      | Resultaten                                 |
| ---- | ----------- | ------------------------------------------ |
| 2014 | Sotsji      | 8e in de tweemansbob 10e in de viermansbob |
| 2018 | Pyeongchang | in de tweemansbob · in de viermansbob      |
| 2022 | Peking      | in de tweemansbob · in de viermansbob      |

### Wereldkampioenschappen
| Jaar | Plaats       | Resultaten                                                  |
| ---- | ------------ | ----------------------------------------------------------- |
| 2011 | Königssee    | 11e in de tweemansbob · in de estafette                     |
| 2012 | Lake Placid  | 4e in de tweemansbob 9e in de viermansbob                   |
| 2013 | Sankt Moritz | in de tweemansbob · 13e in de viermansbob · in de estafette |
| 2015 | Winterberg   | in de tweemansbob · 4e in de viermansbob · in de estafette  |
| 2016 | Igls         | in de tweemansbob · in de viermansbob                       |
| 2017 | Königssee    | in de tweemansbob · in de viermansbob                       |
| 2019 | Whistler     | in de tweemansbob · in de viermansbob                       |
| 2020 | Altenberg    | in de tweemansbob · in de viermansbob                       |
| 2021 | Altenberg    | in de tweemansbob · in de viermansbob                       |
| 2023 | Sankt Moritz | in de tweemansbob · in de viermansbob                       |
| 2024 | Winterberg   | in de tweemansbob · in de viermansbob                       |

### Wereldbeker
| Seizoen   | Tweemans | Viermans | Algemeen |
| --------- | -------- | -------- | -------- |
| 2011/2012 | 27.      | –        | 26.      |
| 2012/2013 | 6.       | 19.      | 12.      |
| 2013/2014 | Brons    | 7.       | 6.       |
| 2014/2015 | 4.       | 5.       | 4.       |
| 2015/2016 | 6.       | Zilver   | 4.       |
| 2016/2017 | Goud     | 7.       | Goud     |
| 2017/2018 | Zilver   | Zilver   | Zilver   |
| 2018/2019 | Goud     | Goud     | Goud     |
| 2019/2020 | Goud     | Goud     | Goud     |
| 2020/2021 | Goud     | Goud     | Goud     |
| 2021/2022 | Goud     | Goud     | Goud     |
| 2022/2023 | Zilver   | Goud     | Goud     |
| 2023/2024 | Goud     | Goud     | Goud     |
| 2024/2025 | Goud     | Goud     | Goud     |

1932: Hubert Stevens / Curtis Stevens ·
1936: Ivan Brown / Alan Washbond ·
1948: Felix Endrich / Friedrich Waller ·
1952: Andreas Ostler / Lorenz Nieberl ·
1956: Lamberto Dalla Costa / Giacomo Conti ·
1964: Anthony Nash / Robin Dixon ·
1968: Eugenio Monti / Luciano De Paolis ·
1972: Wolfgang Zimmerer / Peter Utzschneider ·
1976: Meinhard Nehmer / Bernhard Germeshausen ·
1980: Erich Schärer / Josef Benz ·
1984: Wolfgang Hoppe / Dietmar Schauerhammer ·
1988: Jānis Ķipurs / Vladimir Kozlov ·
1992: Gustav Weder / Donat Acklin ·
1994: Gustav Weder / Donat Acklin ·
1998: Günther Huber / Antonio Tartaglia en Pierre Lueders / David MacEachern ·
2002: Christoph Langen / Markus Zimmermann ·
2006: André Lange / Kevin Kuske ·
2010: André Lange / Kevin Kuske ·
2014: Beat Hefti / Alex Baumann ·
2018: Francesco Friedrich / Thorsten Margis en Justin Kripps / Alexander Kopacz ·
2022: Francesco Friedrich / Thorsten Margis
1924: Scherrer / Neveu / A.Schläppi / H.Schläppi ·
1928: Fiske / Tucker / Mason / Gray / Parke ·
1932: Fiske / Eagan / Gray / O'Brien ·
1936: Musy / Gartmann / Bouvier / Beerli ·
1948: Tyler / Martin / Rimkus / D'Amico ·
1952: Ostler / Kuhn / Nieberl / Kemser ·
1956: Kapus / Diener / Alt / Angst ·
1964: V.Emery / Kirby / Anakin / J.Emery ·
1968: Monti / De Paolis / Zandonella / Armano ·
1972: Wicki / Leutenegger / Camichel / Hubacher ·
1976: Nehmer / Babock / Germeshausen / Lehmann ·
1980: Nehmer / Musiol / Germeshausen / Gerhardt ·
1984: Hoppe / Wetzig / Schauerhammer / Kirchner ·
1988: Fasser / Meier / Fässler / Stocker ·
1992: Appelt / Schroll / Winkler / Haidacher ·
1994: Czudaj / Brannasch / Hampel / Szelig ·
1998: Langen / Zimmermann / Jakobs / Hampel ·
2002: Lange / Kühn / Kuske / Embach ·
2006: Lange / Hoppe / Kuske / Putze ·
2010: Holcomb / Mesler / Tomasevicz / Olsen ·
2014: Melbārdis / Dreiškens / Vilkaste / Strenga  ·
2018: Friedrich / Bauer / Grothkopp / Margis   ·
2022: Friedrich / Margis / Bauer / Schüller